# Van Vleck (cráter)

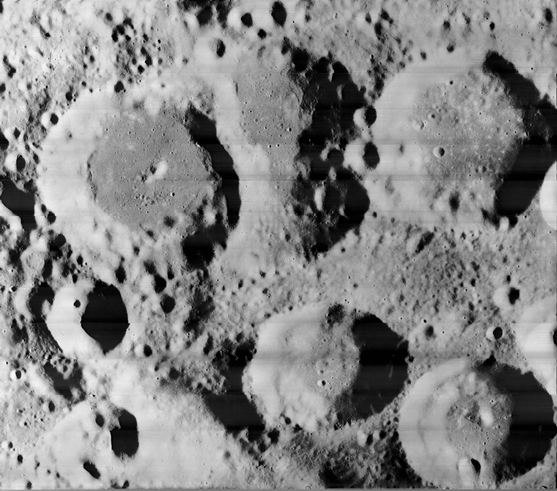
Los cráteres Weierstrass (centro abajo), Van Vleck (abajo a la derecha), Nobili (arriba a la izquierda) y Jenkins (superior derecha) desde el Lunar Orbiter 1

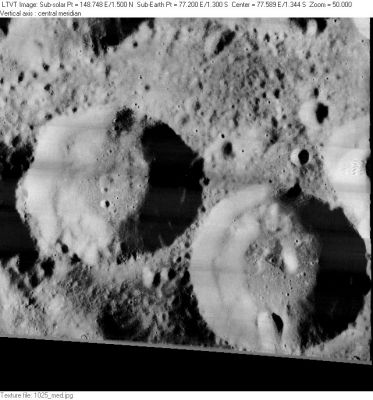
Van Vleck (abajo a la derecha), junto a Weierstrass.

Van Vleck es un cráter de impacto lunar que se encuentra cerca del borde noreste de la llanura amurallada del cráter Gilbert, al oeste del Mare Smythii. El cráter similar Weierstrass está casi unido al borde noroeste de Van Vleck. Al este se localiza el pequeño cráter Carrillo.
|  |

El borde de este cráter es casi circular, sin cráteres superpuestos notables, aunque un pequeño cráter aparece frente al lado noreste y otro en la pared interior meridional. Los lados interiores se inclinan hacia el centro, hasta alcanzar un anillo de material no consolidado que rodea el suelo interior. Posee un pequeño pico justo al norte del centro del cráter.
Este cráter fue identificado previamente como Gilbert M antes de serle asignado un nombre propio por la UAI en 1976.